# Verschueren (orgelbouwers)

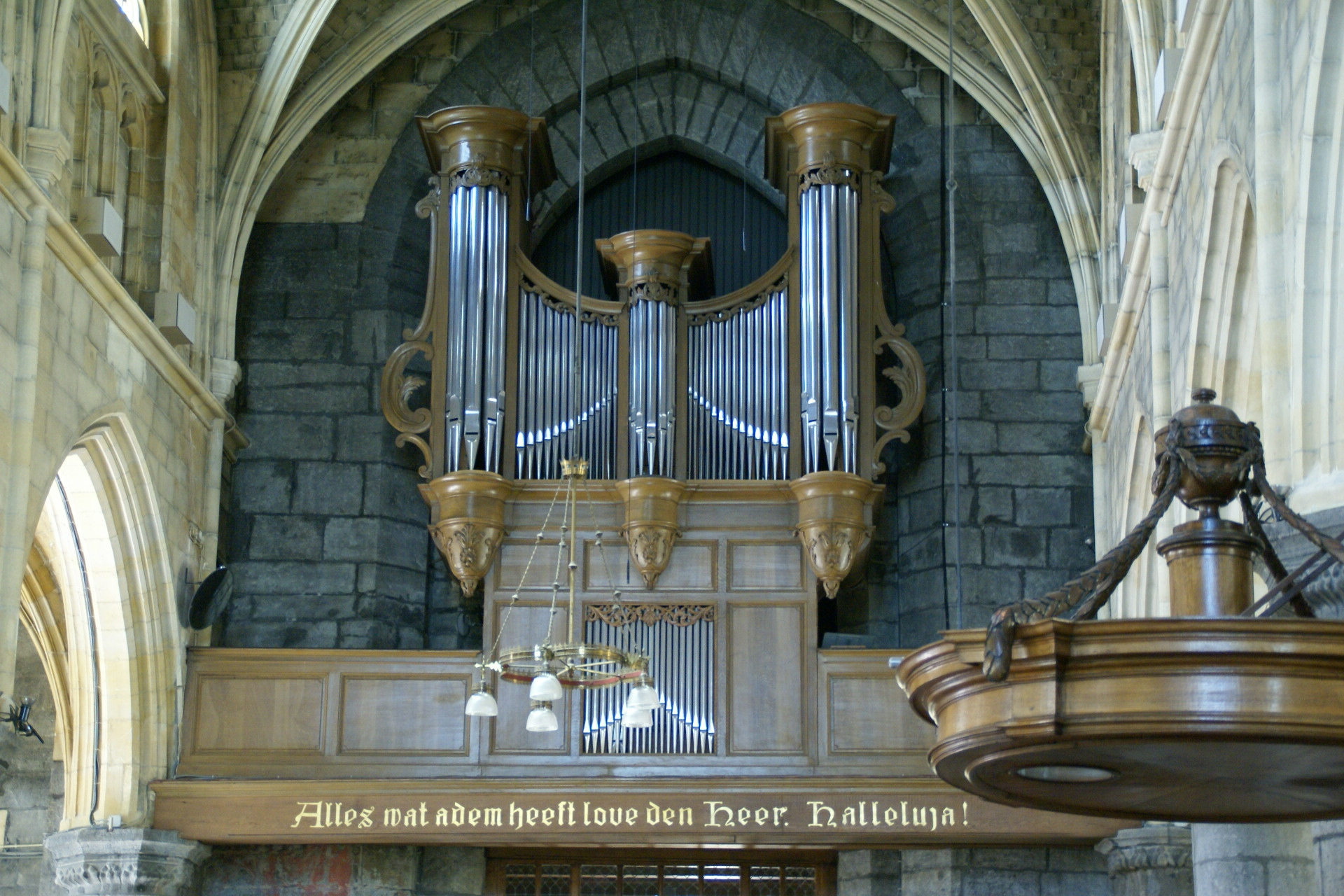
Het Verschueren-orgel in de Sint-Janskerk (Maastricht)

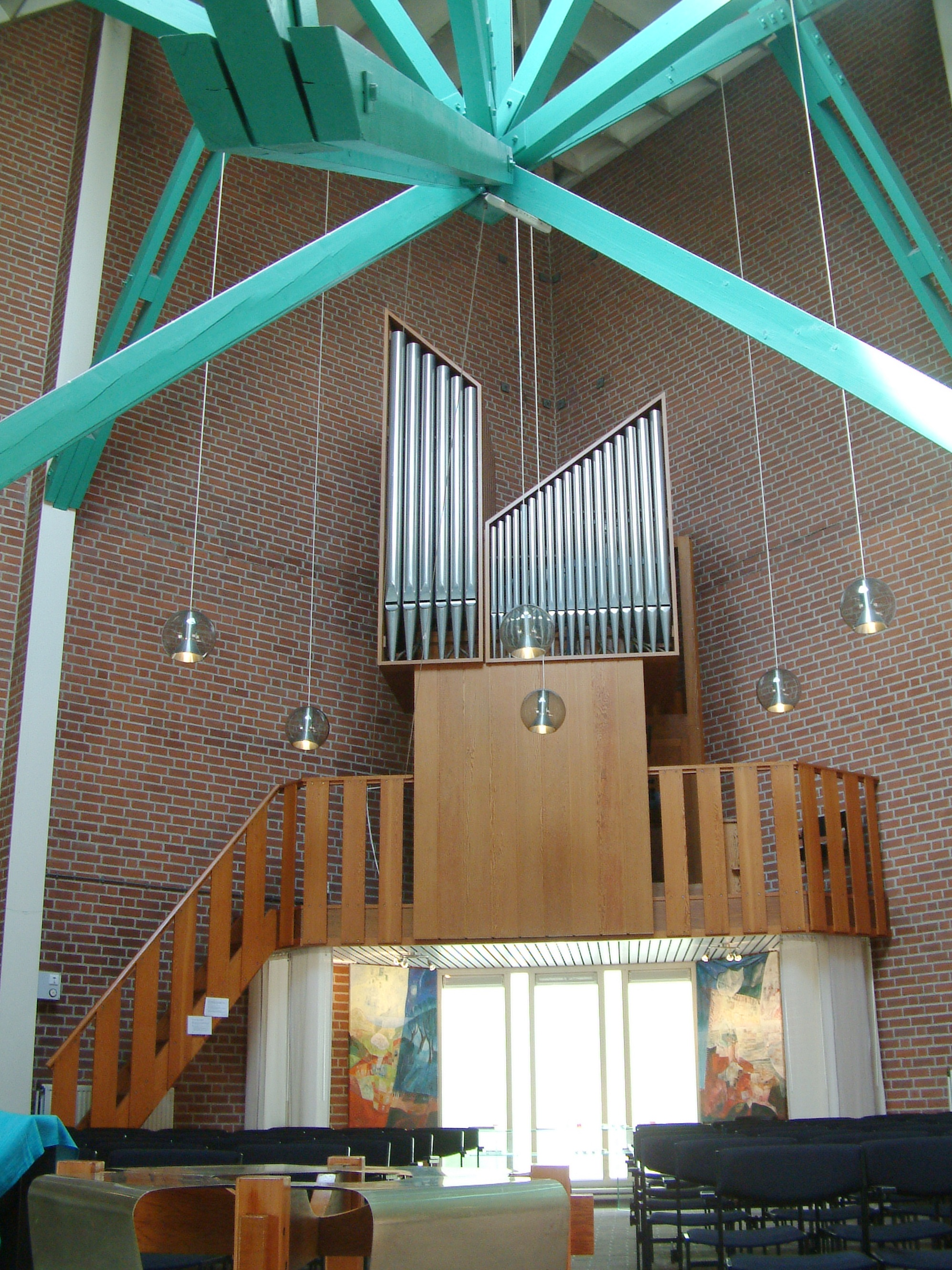
Zoetermeer, De Olijftak

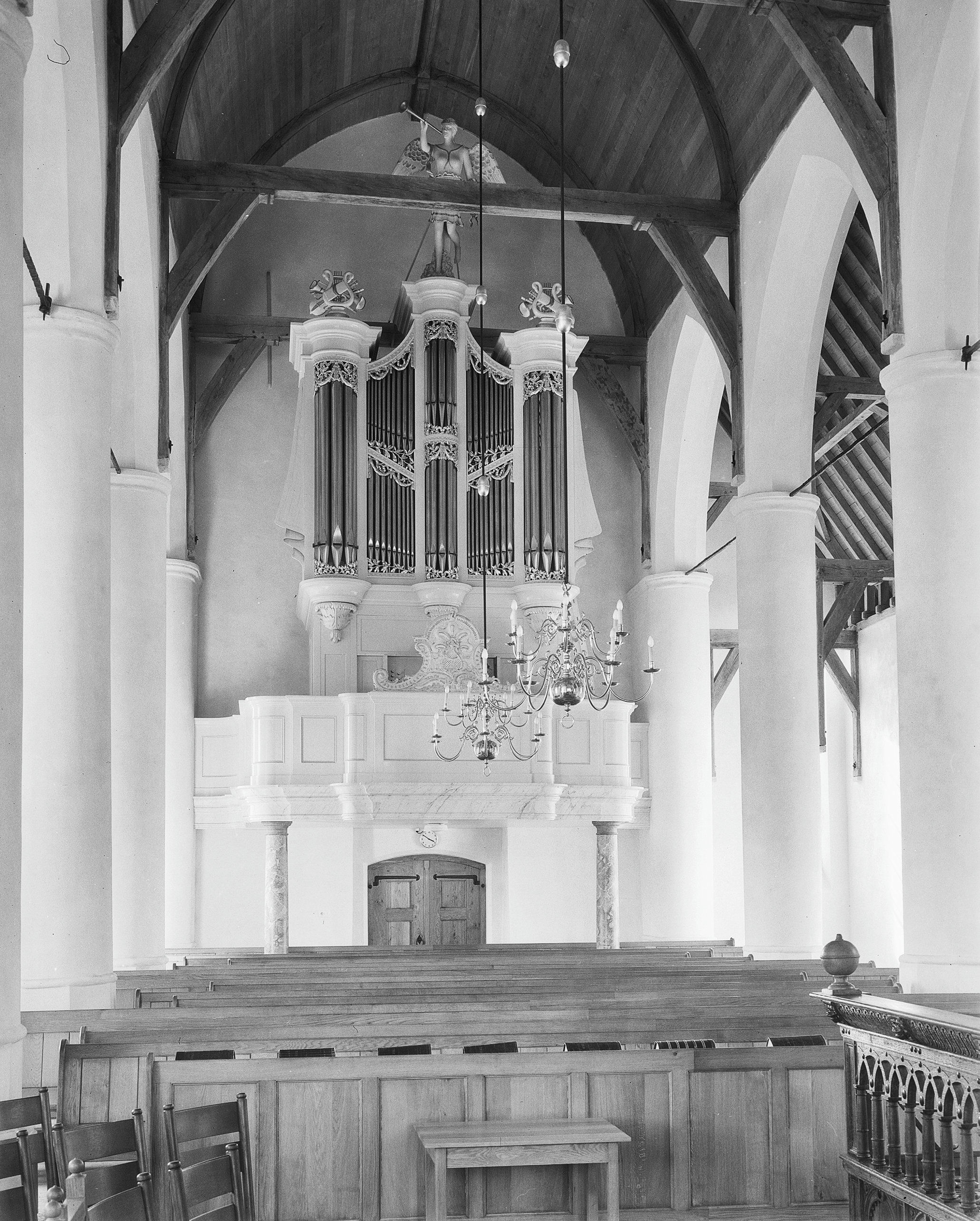
Verschueren-orgel in de Grote of Sint-Janskerk te Ameide vóór de uitbreiding van Slooff

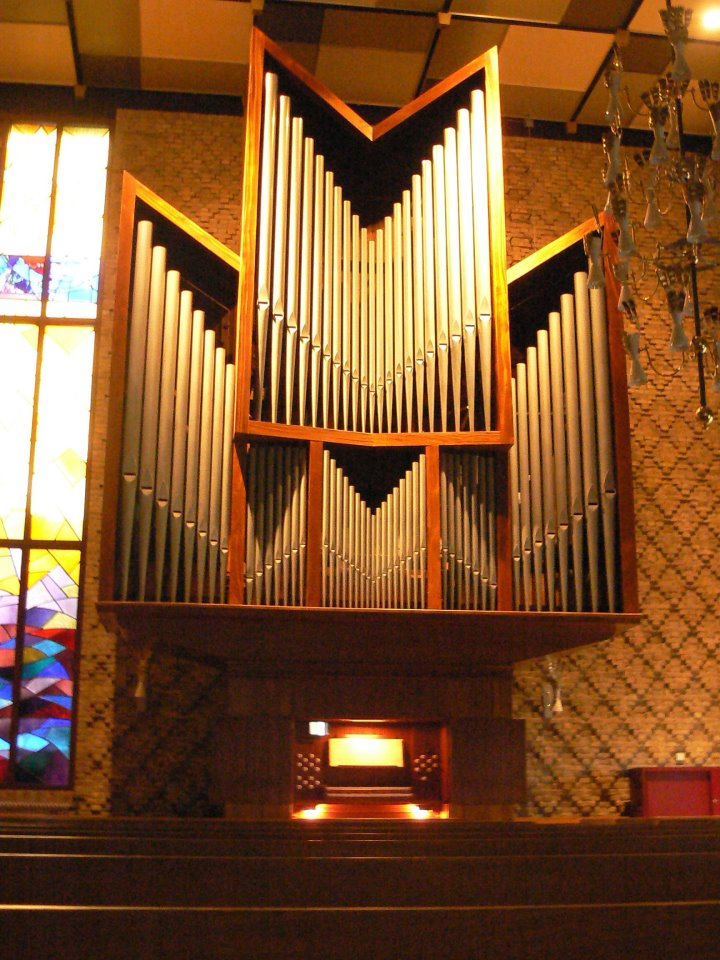
Orgel uit 1963 in de Petrakerk te Veenendaal. Frontontwerp van architect David Zuiderhoek.

De familie Verschueren afkomstig uit Heythuysen in Limburg is een Nederlands geslacht van orgelbouwers. In 2016 is het bedrijf verhuisd naar Ittervoort.

## Geschiedenis
De firma Verschueren werd opgericht door Leon (I) Verschueren op 5 mei 1891. Het bedrijf werd voortgezet door de zonen Leon (II), Emile (1909-1985), Ton en Frans (1914-1986) Verschueren. Van 1977 tot 2010 werd de orgelmakerij geleid door de derde generatie Verschueren in de persoon van Léon III, zoon van Frans Verschueren. Onder zijn leiding werd aansluiting gezocht bij principes van de historische orgelbouw. In 1991 kreeg het bedrijf het predicaat Hofleverancier. Sinds 1 november 2010 is niet meer de familie, maar de "Stichting Verschueren Orgelbouw Heythuysen" eigenaar.
Emile Verschueren (1909-1985), zoon van Leon I, werd in 1937 leider van het pas opgerichte Belgische filiaal in Tongeren. Dit werd in 1951 zelfstandig en hield op te bestaan in 1998 met het overlijden van George Verschueren, zoon van Emile.

## Opuslijst (selectie B + NL)
Met name in Maastricht en elders in Nederlands Limburg zijn veel orgels van de firma Verschueren te vinden:
- de Sint-Janskerk, Maastricht
- de kerk van Sint-Pieter boven in Maastricht
- de Sint-Walburgakerk in Maastricht-Amby (Emile Verschueren, Tongeren, 1985)
- de voormalige jezuïetenkapel van het Canisianum aan de Tongersestraat in Maastricht, thans aula van de Universiteit Maastricht
- de H. Hart van Jezuskerk in Maastricht, meestal Koepelkerk genoemd
- de kapel van het missiehuis in Cadier en Keer
- de parochiekerk van Cadier en Keer
- de Sint Petruskerk te Roggel (1998)

Maar ook elders bevinden zich Verschueren-orgels:
- het Verschuerenorgel in de Onze Lieve Vrouwekapel in Leiden, afkomstig uit België (Emile Verschueren, Tongeren, 1956, translociert 2012)
- de Sint-Catharinakerk in Eindhoven (1936, met 5723 pijpen een van de grootste Nederlandse orgels) Orgels van de Sint-Catharinakerk (Eindhoven)
- de Grote of Sint-Janskerk in Ameide (1955). In 1983 ingrijpend uitgebreid door Slooff.
- de Sint-Antonius Abtkerk in Eindhoven-Acht
- de Goddelijke Voorzienigheidskerk in Vlijmen
- de Petrakerk te Veenendaal (1963)
- de Sint-Bavokerk in Raamsdonk (1986)
- de Gereformeerde Kerk in Waalwijk (1965 gebouwd voor de Sionskerk te Tilburg, in 1989 verplaatst naar Waalwijk)
- de Onze-Lieve-Vrouw Hemelvaartskerk in Prinsenbeek (1965)
- de Efrathakerk in Overberg (Utrechtse Heuvelrug) (1965 voor de Gereformeerde Kerk in Zandvoort, 2012 verplaatst naar Overberg)
- de Sint-Joriskerk (Heumen) (1978)[3]
- de Spieghelkerk in Bussum (1978)
- de Christus Triumfatorkerk in Den Haag (1964, opus 596)
- De Olijftak in Zoetermeer (1976)
- de Sint-Petrus' Stoel van Antiochiëkerk in Uden (1941)
- de Sint-Gommaris- of Westerkerk in Enkhuizen (nu cultureel centrum)
- het  Van Goghkerkje in Nuenen

In het Orgelpark in Amsterdam is een Verschueren-orgel aanwezig, dat in 2009 nieuw is gebouwd in de stijl van Aristide Cavaillé-Coll.
Ook in België zijn Verschueren-orgels aanwezig, zoals in de Sint-Lambertuskerk (1955) in Hechtel. Voor de abdijkerk van de Abdij van Averbode in Vlaams-Brabant bouwde Verschueren in 2001-02 een nieuw orgel, vormgegeven in de stijl van barokorgels zoals die in Bohemen kunnen worden aangetroffen. In de Sint-Denijskerk van Serskamp, deelgemeente van Wichelen, staat een Verschueren-orgel uit 1958.

## Restauraties
Voorbeelden van het werk van de Verschuerens zijn de door het bedrijf gerestaureerde orgels van de Sint-Servaasbasiliek en de Cellebroederskapel, beide in Maastricht, het Robustelly-orgel (1772) in de Sint Lambertuskerk te Helmond, het Smits-orgel (1842) in de Sint-Petrusbasiliek te Boxtel, het Sauer-orgel (1889) in de Sint Nicolaaskerk te Amsterdam, het Van Hagerbeer orgel (1643) in de Pieterskerk te Leiden, het Vollebregtorgel (1851) in de Sint-Catharinakerk te 's-Hertogenbosch en het Le Picard koororgel in de Martinikerk te Groningen.

## Educatief orgel
Oud-medewerker Wim Janssen ontwierp speciaal voor educatieve doeleinden een leskist waarmee kinderen een ambachtelijk pijporgel uit losse onderdelen zelf in elkaar kunnen zetten en bespelen. Dit orgel is binnen het project Orgelkids van de Stichting Kerkmuziek Netwerk wereldwijd bekend geworden. Ter gelegenheid van het 125-jarig bestaan heeft Verschueren vier van deze zogeheten 'Doe-orgels' (in tegenstelling tot 'demonstratie-orgel') gebouwd. De bouw van deze educatieve orgels dient tevens als leerproject voor jonge orgelbouwers om het ambacht te leren.
Adema · Gebroeders Van der Aa · Jacobus Armbrost · Bakker & Timmenga · Johann Bätz · Jonathan Bätz · Joseph Binvignat · Sander Booij · Martin Butter · Van Dam · Matthijs van Deventer · Geert Pieters Dik · Johannes Duyschot · Roelof Barentszn Duyschot · Bernhardt Edskes · Marten Eertman · Gerardus Elberink · Elbertse · Antoon van Elen · Flentrop · Dirk Flentrop · Heinrich Hermann Freytag · Rudolf Garrels · Justus Geerkens · Pieter Geerkens · Gradussen · Albertus van Gruisen · Willem van Gruisen · Nicolaas van Hagen · Willem Hardorff · Hendrik Hermanus Hess · Jan van den Heuvel · Jan Adolf Hillebrand · Albertus Antoni Hinsz · Bernard Petrus van Hirtum · Nicolaas van Hirtum · Cornelis Hoornbeek · Klop Orgels & Klavecimbels · Hermanus Knipscheer · Johan Frederik Kruse · Ernst Leeflang · Lohman · Jan van Loo · Michaël Maarschalkerweerd · Pieter Maarschalkerweerd · Abraham Meere · Roelf Meijer · Michaël Mercator · Carl Friedrich August Naber · Familie Niehoff · Cornelis van Oeckelen · Petrus van Oeckelen · Detlef Onderhorst · Pels & Van Leeuwen · Pereboom & Leijser · Elbert Pluer · Radersma · Joachim Reichner  · Reil · Cornelis Rogier · Mense Ruiter · Conradus Ruprecht II · Hans Wolff Schonat · Franciscus Cornelius Smits · Frans Casper Snitger · Johannes Stephanus Strümphler · Johannes Wilhelmus Timpe · Valckx & Van Kouteren · Kam & Van der Meulen · Henk Veeningen · Matthijs Verhofstadt · Vermeulen · Verschueren · Johannes Vollebregt · Jacobus Vollebregt · Van Vulpen · Christian Gottlieb Friedrich Witte · Johan Frederik Witte · Lodewijk Ypma · Jacobus Zeemans
Zuid-Nederlands orgelbouwer (voor 1830)